# جريجور برينبورج
جريجور برينبورج (بالهولندية: Gregor Breinburg) (16 سبتمبر 1991 بآرنم في هولندا - ) هو لاعب كرة قدم هولندي في مركز الوسط. شارك مع منتخب أروبا لكرة القدم. أما مع النوادي، فقد لعب مع إن إي سي نيميخن ودي غرافشاب.

## مسيرته الكروية
لعب جريجور برينبورج خلال مسيرته الاحترافية مع 3 أندية في عشرة مواسم وسجل خلالها 5 أهداف ضمن 264 مباراة. ولم يفز بأي موسم بالكأس أو بالدوري.
خاض جريجور برينبورج مسيرته مع نادي دي غرافشاب في موسم 2010–11 في المرة الأولى ليلعب معه أربعة مواسم ثم في موسم 2019–20 لمدة موسم واحد، مشاركًا طوالها في 116 مباراة سجل خلالها هدفين. ثم انتقل إلى نادي إن إي سي نيميخن في موسم 2014–15 ليلعب معه أربعة مواسم، حيث شارك في 129 مباراة سجل خلالها 3 أهداف. لينتقل بعدها إلى نادي سبارتا روتردام في موسم 2018–19 لمدة موسم واحد، مشاركًا في 19 مباراة ولم يسجل أي هدف.

## وصلات خارجية
- جريجور برينبورج على موقع الاتحاد الدولي (مؤرشف)  (الإنجليزية)
- جريجور برينبورج على موقع قاعدة بيانات كرة القدم.إي يو (الإنجليزية)
- جريجور برينبورج على موقع ناشيونال فوتبول تيمز (الإنجليزية)
- جريجور برينبورج على موقع Soccerway.com (الإنجليزية)
- جريجور برينبورج على موقع عالم كرة القدم.نت (الإنجليزية)